# Фуллертон (Калифорния)
Фу́ллертон (англ. Fullerton) — город в округе Ориндж штата Калифорния (США). Занимает 7-е место по количеству жителей в округе, 42-е по этому показателю в штате и 184-е в стране.

## География, транспорт, климат
Фуллертон находится в северной части округа в регионе Большой Лос-Анджелес. Со всех сторон граничит с другими городами: Ла-Хабра и Бри с севера, Ла-Мирада с северо-запада, Буэна-Парк с запада, Анахайм с юга и Пласентиа с востока.
Площадь города составляет 57,92 км², из которых 0,03 км² занимают открытые водные пространства. Улицы Фуллертона спроектированы по Гипподамовой системе.
К северной части города относятся отроги небольших хребтов Ист-Койот-Хиллс и Уэст-Койот-Хиллс.
Через Фуллертон проходит железнодорожная линия BNSF Railway (до 1996 года Atchison, Topeka and Santa Fe Railway). Автобусное сообщение (маршруты №№ 701 и 721) обеспечивает Orange County Transportation Authority. Через город проходят крупные автомагистрали I-5, SR 57, SR 90 и SR 91. Воздушное сообщение обеспечивает одноимённый аэропорт, расположенный в западной части города.
Максимальная температура воздуха, когда-либо зарегистрированная в городе, составила 42°С, минимальная — −1°С. В среднем за год на город выпадает 341,1 мм дождя, самый дождливый месяц — февраль (в среднем 78,2 мм), самый сухой — август (0,3 мм).

## История
В 1886 году братья Джордж и Эдвард Америдж прознали, что скоро в регионе начнётся покупка земли железнодорожной компанией Атчисон—Топика—Санта-Фе, поэтому они купили участок земли площадью около 1,7 км² севернее Анахайма примерно за 68 тысяч долларов (около двух миллионов долларов в ценах 2015 года). Действительно, в следующем году железнодорожная компания выкупила у них около половины этой земли под свои нужды, и 5 июля 1887 года считается датой основания Фуллертона, который получил своё имя в честь одного из руководителей компании, Джорджа Х. Фуллертона.
В 1894 году Чарльз Чапмен, первый мэр Фуллертона, положил начало выращиванию в поселении апельсинов сорта «Валенсия», и очень скоро городок мог похвастаться огромным количеством «оранжевых садов». Также здесь в заметных количествах выращивали грецкие орехи и авокадо, и через некоторое время Фуллертон превратился из «железнодорожного» городка в «сельскохозяйственный».
Фуллертон был инкорпорирован 15 февраля 1904 года, в том же году был основан полицейский департамент, в 1906 году — публичная библиотека, в 1908 году — пожарный департамент. С 1978 года в городе выходит собственная газета «Обозреватель Фуллертона».

## Экономика
Уже больше века Фуллертон, как и весь округ Ориндж в целом, славится своими апельсинами сорта «Валенсия». В городе расположены штаб-квартиры компаний Bootlegger's Brewery, Burger Records и Metalclad. По данным 2010 года крупнейшими работодателями города являлись:
1. Калифорнийский государственный университет[англ.] — 3821 рабочее место
2. Медицинский центр Святого Иуды[англ.] — 2928
3. Raytheon — 1446
4. Школьный округ Фуллертона — 1286
5. Колледж Фуллертона[англ.] — 1094
6. Школьный округ Фуллертона (старшие школы) — 1078
7. Alcoa Fastening Systems — 975
8. Albertsons — 800
9. Администрация города — 631
10. Kraft Foods — 550

## Образование
В Фуллертоне функционируют несколько старших школ, наиболее известные: Фуллертон Юнион (с 1893 года), Санни Хиллс (с 1959 года), Трой (с 1964 года), Ла-Виста и Ла-Сьерра. Есть католические школы, например, Розари (только девочки).
Несколько колледжей: Колледж Фуллертона (20 118 обучающихся в 2012/2013 году), Western State College of Law at Argosy University; несколько вузов: Калифорнийский государственный университет (с 1957 года, 38 128 студентов по состоянию на осень 2014 года), Университет Хоп Интернейшнл (с 1928 года), Университет Маршалла Б. Кетчама (с 1904 года).
- Калифорнийский государственный университет[англ.]
- Университет Хоп Интернейшнл[англ.]
- Колледж[англ.]

## Достопримечательности
- Первая методистская епископальная церковь — построена в 1906 году, внесена в Национальный реестр исторических мест США (НРИМ) в 2001 году.
- Банкетный центр Спринг-Филд — построен в 1920 году, принадлежал масонам, которые проводили здесь свои встречи. В 1993 году дом был продан, новый владелец отреставрировал здание и в 1995 году оно было включено в НРИМ.
- Исторический Дом Макенталера[англ.] — построен в 1921 году, внесён в НРИМ в 1980 году.
- Исторический дом Элефант-Пакинг-хаус[англ.] — построен в 1924 году, внесён в НРИМ в 1983 году.
- Театр «Фокс»[англ.] — открыт в 1925 году, внесён в НРИМ в 2006 году.
- Дендрарий[англ.] — открыт в 1976 году, занимает площадь 11 гектаров.

- Дендрарий[англ.]
- Отроги хребта Уэст-Койот-Хиллс[англ.] в северной части города
- Парк «Хилтчер»
- Дом Макенталера[англ.]
- Ж/д станция[англ.]

## Демография
2010 год
По переписи 2010 года в Фуллертоне проживали 135 161 человек. Расовый состав: белые — 53,9 %, негры и афроамериканцы — 2,3 %, коренные американцы — 0,6 %, азиаты — 22,8 %, уроженцы тихоокеанских островов — 0,2 %, прочие расы — 15,9 %, смешанные расы — 4,3 %, латиноамериканцы (любой расы) — 34,4 %. Белые не-латиноамериканцы (англ. Non-Hispanic whites) составляли 38,2 % населения города (в 1980 году — 79 %).
В городе было 31 247 семей, 45 391 домохозяйство, в 35,6 % из них проживали дети младше 18 лет, в 7,4 % — пенсионеры старше 65 лет. 51,2 % домохозяйств представляли собой разнополые женатые пары, проживающие совместно, 12,1 % — женщин — глав семьи без мужа, 5,5 % — мужчин — глав семьи без жены, 5,2 % — разнополые неженатые пары, проживающие совместно и 0,6 % — однополые пары, женатые и нет, проживающие совместно. Средний размер домохозяйства был 2,91 человека, семьи — 3,43 человека.
23,3 % жителей Фуллертона были младше 18 лет, 13 % — в возрасте от 18 до 24 лет, 27,9 % — от 25 до 44 лет, 24 % — от 45 до 64 лет и 11,7 % были старше 65 лет. Средний возраст горожанина составлял 34,8 лет. На 100 лиц женского пола приходилось 96,6 мужского, причём на 100 совершеннолетних женщин приходилось уже 94,4 мужчин сопоставимого возраста.
Средний доход домохозяйства составлял 67 617 долларов в год, 14,6 % горожан проживали за чертой бедности.
2012 год
По данным 2012 года средний доход домохозяйства составлял 61 943 доллара в год, при среднем показателе по штату 58 328 долларов; на душу населения — 28 935 долларов в год.
2013 год
По оценкам 2013 года в Фуллертоне проживали 138 981 человек: 48,8 % мужского пола и 51,2 % женского. средний возраст горожанина составлял 34,5 лет, при среднем показателе по штату 35 лет.

О происхождении своих предков жители города сообщили следующее: немцы — 8,3 %, англичане — 6,1 %, ирландцы — 5,5 %, итальянцы — 3,2 %, французы — 1,4 %.

Опрос горожан старше 15 лет показал, что 35,9 % из них не состоят в браке и никогда в нём не были, 49,3 % состоят в браке и проживают совместно, 1,5 % состоят в браке, но проживают раздельно, 4,7 % вдовствуют и 8,6 % находятся в разводе.
31,3 % жителей были рождены вне США (в том числе 11,1 % — в Азии), при среднем показателе по штату 27,1 %.
По состоянию на февраль 2013 года в Фуллертоне было 62 295 избирателей, имеющих право голоса. В том числе:
- Республиканская партия — 24 259 человек
- Демократическая партия — 20 431
- Decline to State — 14 850
- Американская независимая партия — 1529
- Либертарианская партия — 529
- Партия зелёных — 293
- Партия мира и свободы — 172
- Americans Elect — 6

2014 год
По данным на июнь 2014 года безработица в городе составила 5,8 %, при среднем показателе по штату 7,3 %.

## Прочие факты
- В 1998 году жительница Фуллертона, художница Сью Эллен Купер, основала Общество красных шляпок[англ.] «для женщин старше 50 лет». К 2011 году оно имеет около 40 тысяч отделений в США и 30 других странах.
- С 2005 по 2012 год у города была собственная бейсбольная команда — Фуллертон Флайерс[англ.].
- В 2011 году в городе получил широкую огласку инцидент с бездомным Келли Томасом.